# 蓉湖大桥
31°35′14″N 120°16′44″E / 31.58728°N 120.27879°E

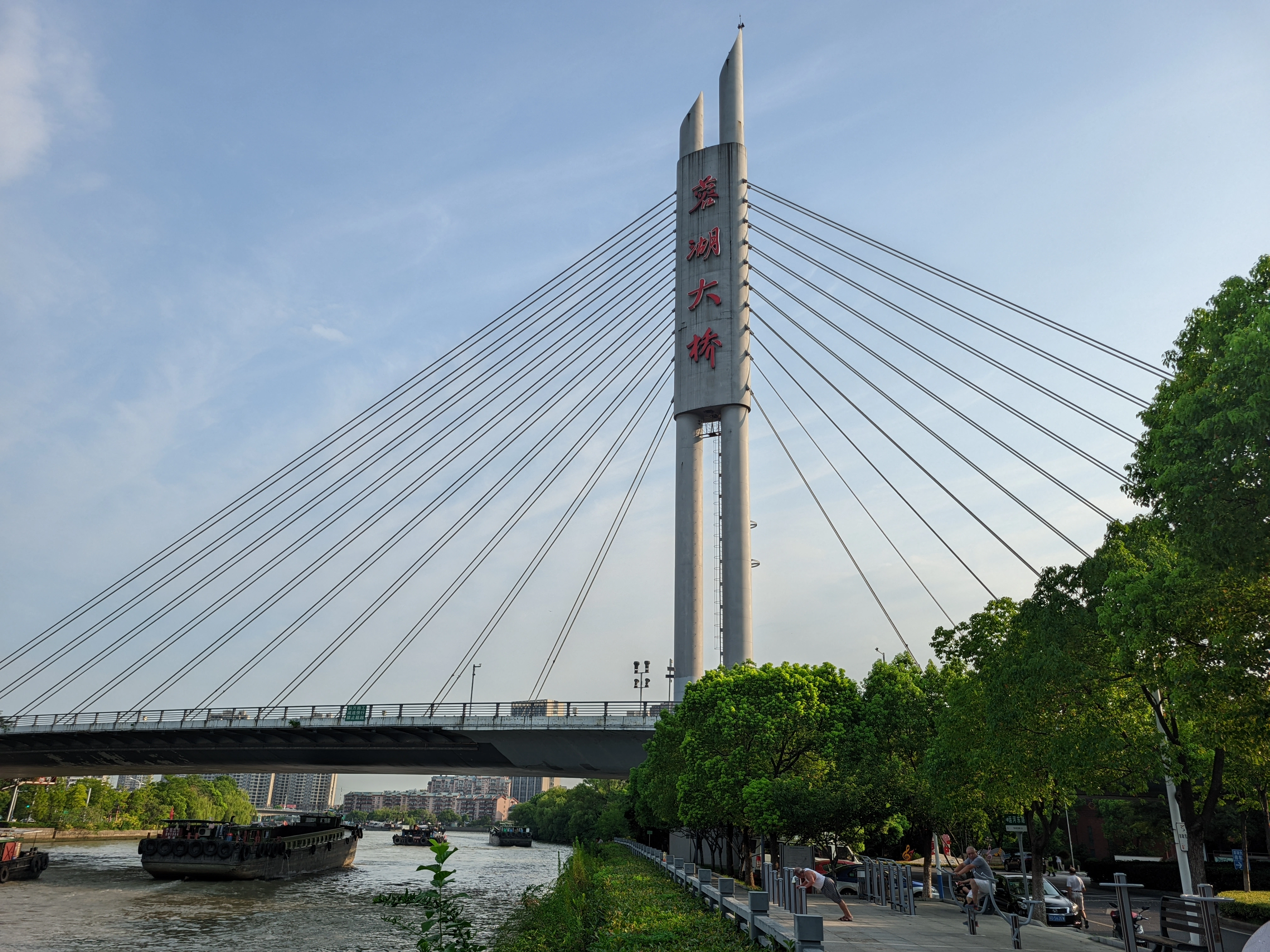
蓉湖大桥

蓉湖大桥，是位于中华人民共和国江苏省无锡市梁溪区的一座大桥，跨京杭大运河。

## 特点
蓉湖大桥位于蓉湖庄，地处京杭新老运河交叉的三角地带。2002年12月动工，2003年12月20日正式通车，该桥由无锡市市政工程建设管理处负责建筑，中铁总公司二公司、无锡市市政建设工程总公司进行施工。东起春申路县前街口，跨越运河东路、京杭大运河、运河西路、惠山浜、通惠西路，西接盛岸路，是连接无锡市区与锡宜、宁杭高速公路主要出入口的纽带，是无锡市区西片路网结构重要枢纽。蓉湖大桥全长1180米，主桥长220米，主跨145米，宽33米，双向6车道，主塔高74.5米，是无锡首座独塔钢梁单索面斜拉桥。工程总投资3.5亿元。